# Paolo Dantaz
Paolo Dantaz, vollständiger Name Paolo Martín Dantaz Paredes, (* 14. Oktober 1994 in Paysandú) ist ein uruguayischer Fußballspieler.

## Karriere
Der 1,86 Meter große Mittelfeldakteur Dantaz spielte im Jugendfußball 2011 in der Quinta División beim Racing Club de Montevideo. 2013 gehört er den Mannschaften des Club Atlético Rentistas in der Cuarta División und der Tercera División an. Für die letztgenannte Nachwuchsmannschaft war er auch 2014 und 2015 aktiv. 2015 wurde er in die Profimannschaft des Erstligisten Rentistas befördert. Sein Debüt in der Primera División feierte er in der Apertura am 1. November 2015 beim 3:2-Auswärtssieg gegen River Plate Montevideo, als er von Trainer Valentín Villazán in der 60. Spielminute für Matías Mier eingewechselt wurde. In der Saison 2015/16 bestritt er sechs Erstligabegegnungen (kein Tor). Sein Klub stieg am Saisonende ab. Während der Spielzeit 2016 bestritt er sechs Zweitligaspiele (ein Tor).